# Centrale solare di Ouarzazate

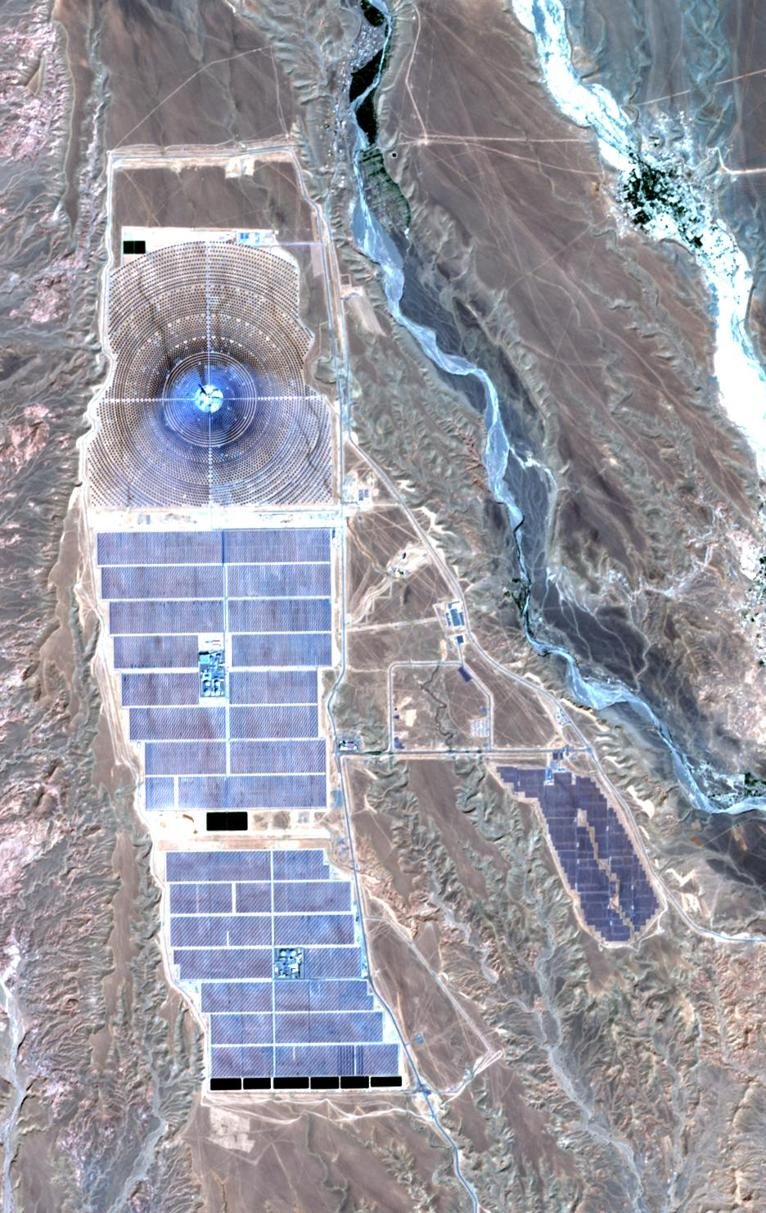
L'impianto solare di Ouarzazate visto dall'alto

La centrale solare termodinamica di Ouarzazate (chiamata anche Noor 1 CSP) è un impianto per la produzione di energia elettrica ubicato nella regione di Drâa-Tafilalet, in Marocco, in un'area a circa 10 km dalla città di Ouarzazate nella zona rurale di Ghessat. Questa centrale è anche la più grande del mondo.
Il processo di trasformazione della centrale sfrutta la tecnologia del solare termodinamico.

## Noor Solar Project
Si tratta della prima fase di un progetto più ampio, il Noor Solar Project.
Il progetto è stato sviluppato con l'aiuto del consorzio spagnolo TSK-Acciona-Sener, ed è il primo di una serie di molti interventi presso il Noor 1 Solar Complex dall'Agenzia marocchina per l'energia solare.
La centrale Noor 1 CSP è progettata per produrre da 125 a 160 MWp. Copre un'area di 2500 ettari, cioè circa 25 chilometri quadrati. L'intero progetto Noor Solar Project è pianificato per una produzione di 580 MWp.
La centrale sarà in grado di immagazzinare l'energia termica, ottenuta dal sole, nella forma di sali fusi ad alta temperatura, il che permetterà di produrre elettricità anche in ore notturne. Noor 1 possiede una capacità di immagazzinamento a pieno carico di 3 ore. Le centrali Noor 2 e Noor 3 potranno conservare l'energia fino a 8 ore.
A dicembre 2015, l'entrata di Noor 1 in una fase di operatività commerciale è prevista a giugno 2017.
La centrale sarebbe la più grande di questo tipo e l'intero progetto Noor Solar coprirebbe il 50% del fabbisogno di energia elettrica del Marocco.
In concomitanza, si sta studiando anche una linea elettrica che arrivi fino a La Mecca in Arabia Saudita.
L'Unione europea ha firmato un primo accordo del valore di 345 milioni di euro per il completamento della prima centrale.
Altri 650 milioni sono stati dati dal governo tedesco. Oltre al sostegno europeo, il progetto è finanziato anche della Banca Mondiale e delle Nazioni Unite.
Si stima che questo progetto produrrà energia che sarà in  grado di soddisfare il fabbisogno di circa un milione di abitazioni. Noor Solar Project è situato nella città di Ouarzazate (detta "porta del deserto").